# Onmyōza
Onmyōza (jap. 陰陽座 inny zapis nazwy: Onmyouza, Onmyo-za) – japoński zespół heavymetalowy, powstały w 1999 roku. Obecnie zespół sygnuje wytwórnia King Records.
Zespół, począwszy od swojego pierwszego albumu, "Kikoku Tensho" prezentował styl japońskiego rocka. Jednakże w miarę nagrywania kolejnych płyt brzmienie muzyki Onmyozy przerodziło się w szybki heavy metal z elementami melodyjnego metalu. Zespół zyskał sławę w Japonii i nie tylko, dzięki bardzo oryginalnemu głosowi wokalistki, Kuroneko, doskonałej aranżacji muzyki oraz fantastycznym solówkom gitarowym oraz basowym. Na scenie członkowie zespołu grają nie tylko koncert. Wystawiają oni wielki show, w którym ubierają się w klasyczne japońskie stroje, a wokalistka pokazuje swoje imponujące umiejętności taneczne.
Tematyka tekstów Onmyozy to przede wszystkim japońska kultura. Kuroneko śpiewa o japońskich legendach i mitycznych bestiach w nich występujących. Dawne słownictwo używane w utworach zespołu stwarza problemy ze zrozumieniem tekstów także Japończykom.

## Członkowie
- Wokal, Bass: Matatabi (瞬火)
- Wokal: Kuroneko (黒猫)
- Gitara: Maneki (招鬼)
- Gitara: Karukan (狩姦)
- Perkusja: Tora (斗羅)

## Dyskografia

### Albumy
| Tytuł                                                       | Rodzaj albumu    | Data wydania      |
| ----------------------------------------------------------- | ---------------- | ----------------- |
| Kikoku-Tenshō (鬼哭転生; Wailing Oni Reincarnation)         | Album studyjny   | 5 grudnia 1999    |
| Hyakki-Ryōran (百鬼繚乱; Oni Horde Abundance)               | Album studyjny   | 24 grudnia 2000   |
| Kojin-Rasetsu (煌神羅刹; Brilliant God Raksasa)             | Album studyjny   | 10 stycznia 2002  |
| Fuuin-Kairan (封印廻濫; Perfectly Circular Seal)            | Album studyjny   | 24 lipca 2002     |
| Hōyoku-Rindō (鳳翼麟瞳; Phoenix Wing, Unicorn's Eye)        | Album Studyjny   | 22 stycznia 2003  |
| Sekinetsu-Enbu (赤熱演舞; Red Hot Dance)                    | Album koncertowy | 25 czerwca 2003   |
| Mugen-Hōyō (夢幻泡影; A Vision of a Reflection on a Bubble) | Album studyjny   | 3 marca 2004      |
| Garyo-Tensei (臥龍點睛; Finishing Touch)                    | Album studyjny   | 22 czerwca 2005   |
| Inyō-Shugyoku (陰陽珠玉; Jewel of Yin and Yang)             | Album "Best of"  | 8 lutego 2006     |
| Onmyō-Live (陰陽雷舞; Onmyou Thunder Dance)                 | Album koncertowy | 7 czerwca 2006    |
| Maō-Taiten (魔王戴天; Devil King, Supporting God)           | Album studyjny   | 25 lipca 2007     |
| Chimimōryō (魑魅魍魎; Evil River and Mountain Spirits)      | Album studyjny   | 10 września 2008  |
| Kongo-Kyūbi (金剛九尾; Sturdy Dazzling Ninetails)           | Album studyjny   | 9 września 2009   |
| Kishi Bojin (鬼子母神; Mother Of Devils)                    | Album studyjny   | 21 grudnia 2011   |
| Fuujin Kaikou (風神界逅; Fuujin Against the Realms)         | Album studyjny   | 24 września 2014  |
| Raijin Sousei (雷神創世; Genesis of Raijin)                 | Album studyjny   | 24 września 2014  |
| Karyou Binga (迦陵頻伽; "Kalavinka")                        | Album studyjny   | 30 listopada 2016 |
| Hadou Myouou (覇道明王; High-handed Wisdom King)            | Album studyjny   | 6 czerwca 2018    |

### Single
| Tytuł | Data wydania         |
| --- | -------------------- |
| Ōka no Kotowari (桜花ノ理; Cherry Blossom Logic)                                                                    | 19 sierpnia 2008     |
| Tsuki ni Murakumo Hana ni Kaze (月に叢雲花に風; Moon in the Clouds, Flower in the Wind)                             | 16 grudnia 2001      |
| Yōka Ninpocho (妖花忍法帖; Strange Flower, Ninja Magic Story)                                                       | 12 grudnia 2002      |
| Hōyoku-Tenshō (鳳翼天翔; Soaring Phoenix Wing)                                                                      | 4 czerwca 2003       |
| Mezame (醒; Awakening)                                                                                              | 1 października 2003  |
| Nemuri (睡; Sleep)                                                                                                  | 7 stycznia 2004      |
| Kumikyoku "Yoshitsune" - Akki Hogan (組曲『義経』～悪忌判官; "Yoshitsune" Musical Suite - Wicked Envy, Tragic Hero) | 23 września 2004     |
| Kumikyoku "Yoshitsune" - Muma Enjō (組曲『義経』～夢魔炎上; Fiery Nightmare)                                        | 27 października 2004 |
| Kumikyoku "Yoshitsune" - Raise Kaikou (組曲『義経』～来世邂逅; A Chance Meeting in the Next World)                  | 11 listopada 2004    |
| Kōga Ninpocho (甲賀忍法帖: Ninja Magic Story of the Kōga) - Basilisk TV animation theme song                        | 27 kwietnia 2005     |
| Kokui no Tennyo (黒衣の天女; Black-Robed Celestial Maiden)                                                          | 27 czerwca 2007      |
| Kureha (紅葉; Autumn Maple Leaves)                                                                                  | 6 sierpnia 2008      |
| Sōkoku/Dōkoku (相剋/慟哭; Rivalry/Lament)                                                                           | 21 stycznia 2009     |
| Aokidokugan (蒼き独眼; The Blue One-eyed)                                                                           | 26 sierpnia 2009     |

#### DVD
- Hakko-Ranbu, 2003
- Hyakki Korinden, 2004
- Wagashikabane Wo Koeteyuke, 2005
- Yugen-Reibu, 2005
- Shugyoku-Enbu, 2006
- Tenkafubu, 2008

#### Kompilacje
- Inyō-Shugyoku, 2006